# Ван Паттен, Тим
Тим Ван Па́ттен (англ. Tim Van Patten; род. 10 июня 1959, Нью-Йорк, США) — американский режиссёр, актёр, сценарист, продюсер. Под руководством Паттена, как режиссёра, свет увидели многие эпизоды таких сериалов как «Клан Сопрано», «Секс в большом городе», «Прослушка», «Эд» (англ. Ed), «Тихий океан», «Подпольная империя» и «Игра престолов».

## Биография
Тим родился в Бруклине, но вырос в пригородном районе Нью-Йорка — Массапекуа. Его отец — Ричард Байрон Ван Паттен(1907-1985), американец голландского происхождения, дизайнер по интерьерам. Среди его сводных старших братьев и сестёр — актёр Дик Ван Паттен (род. в 1928) и актриса Джойс Ван Паттен (род. в 1934).
В юности Тим и сам начинал как актёр, однако к началу 1990-х оставил карьеру и переквалифицировался в режиссёра, продюсера и сценариста многочисленных рейтинговых телесериалов. В качестве режиссёра дебютировал в комедийном сериале англ. Home Fires 1992 года. Набирался практического опыта, участвуя в съёмках мистического сериала «Прикосновение ангела». Начал сотрудничать с кабельным каналом HBO с 1999 года, работая над «Кланом Сопрано». К моменту съёмок «Подпольной империей» на его счету было уже свыше двух десятков телевизионных проектов.

## Избранная фильмография

### Режиссёр
- 2024 — Франклин / Franklin, 8 эпизодов
- 2024 — Властелины воздуха / Masters of the Air, 1 серия
- 2020 — Перри Мейсон / Perry Mason, 5 серий
- 2017 — Чёрное зеркало / Black Mirror, 1 серия
- 2011 — Игра престолов / Game of Thrones, 2 серии
- 2010—2011 — Подпольная империя / Boardwalk Empire, 10 серий
- 2010 — Тихий океан / The Pacific, 3 серии
- 2005 — 2007 — Рим / Rome, 2 серии:
  - серия 1.07 «Pharsalus»
  - серия 2.01 «Passover»
- 2005 — Дедвуд / Deadwood, 1 серия:
  - серия 2.07 «Childish Things»[2]
- 2003 — 2004 — Секс в большом городе / Sex and the City, 4 серии:
  - серия 6.09 «A Woman’s Right to Shoes»
  - серия 6.10 «Boy, Uninterrupted»
  - серия 6.19 «An American Girl in Paris, Part Une»
  - серия 6.20 «An American Girl in Paris, Part Deux» (финал)
- 2002 — 2004 — Прослушка / The Wire, 3 серии:
  - серия 1.13 «Sentencing»[3]
  - серия 2.09 «Stray Rounds»[4]
  - серия 3.07 «Back Burners»[5]
- 2001 — 2003 — Эд / Ed, 4 серии:
  - серия 1.11 «Opposites Distract»
  - серия 1.18 «The Test»
  - серия 3.10 «Neighbors»
  - серия 3.20 «Second Chances»
- 1999 — 2007 — Клан Сопрано / The Sopranos, 20 серий:
  - серия 1.08 «The Legend of Tennessee Moltisanti»[6]
  - серия 2.04 «Commendatori»[7]
  - серия 2.05 «Big Girls Don’t Cry»[8]
  - серия 2.11 «House Arrest»[9]
  - серия 3.02 «Proshai, Livushka»[10]
  - серия 3.07 «Second Opinion»[11]
  - серия 3.12 «Amour Fou»[12]
  - серия 4.03 «Christopher»[13]
  - серия 4.09 «Whoever Did This»[14]
  - серия 4.11 «Calling All Cars»[15]
  - серия 5.01 «Two Tonys»[16]
  - серия 5.09 «Unidentified Black Males»[17]
  - серия 5.12 «Long Term Parking»[18]
  - серия 6.01 «Members Only»[19]
  - серия 6.06 «Live Free or Die»[20]
  - серия 6.08 «Johnny Cakes»[21]
  - серия 6.11 «Cold Stones»[22]
  - серия 6.13 «Soprano Home Movies»[23]
  - серия 6.16 «Chasing It»[24]
  - серия 6.19 «The Second Coming»[25]
- 1994 — 2000 — Прикосновение ангела / Touched by an Angel, 30 серий:
  - серия 4.01 «The Road Home: Part 1»
  - серия 2.19 «Dear God»

### Актёр
- 1989 — 1990 — True Blue (телесериал) — в роли сержанта Энди Вожески (англ. Andy Wojeski)
- 1985 — Солдаты вне времени / Zone Troopers — в роли Джоя (англ. Joey)
- 1984 — The Master (телесериал) — в роли Макса Келлера (англ. Max Keller)
- 1982 — Класс 1984 / Class of 1984 — в роли Питера Стегмана (англ. Peter Stegman)
- 1978 — 1981 / The White Shadow (телесериал) — в роли Марио «Салями» Петтрино (англ. Mario «Salami» Pettrino)

## Награды
Коллективные премии:
- 2011 — Writers Guild of America Award (Гильдии сценаристов США) в номинации «Новый сериал» — «Подпольная империя»
- 2011 — Broadcast Film Critics Association Awards (Ассоциации телекритиков) в номинации «Лучшая картина на ТВ» — «Тихий океан»
- 2011 — PGA Awards (Американской гильдии продюсеров) — «Тихий океан»
- 2011 — Peabody Awards — «Тихий океан»
- 2010 — «Эмми» в номинации «Лучший мини-сериал» — «Тихий океан»
- 2010 — AFI TV Award (Американского киноинститута) в номинации «Телепрограмма года» — «Тихий океан» и «Подпольная империя»
- 2004—2005 — Directors Guild of America Awards (Гильдии режиссёров США) в номинации «Лучшая режиссёрская работа в комедийном сериале» — «Секс в большом городе» (Boy Interrupted; An American Girl in Paris: Part Deu)
- 2002 — Премия Эдгара Аллана По в номинации «Лучший эпизод сериала» — «Клан Сопрано» (Pine Barrens).
- 2002 — Writers Guild of America Award в номинации «Лучший эпизод драматического сериала» — «Клан Сопрано» (Pine Barrens).